# Jan Zouhar
Jan Zouhar (* 16. června 1949 Brno) je český filozof, profesor a bývalý proděkan Filozofické fakulty Masarykovy univerzity. Zabývá se dějinami české filozofie 19. a 20. století a filozofickými odkazy Tomáše Masaryka a Jana Patočky. V letech 1975–1988 pracoval v Ústavu pro výzkum společenského vědomí a vědeckého ateismu ČSAV. V 80. letech 20. století působil dokonce jako tajemník ústavu. Kritizoval katolicismus více než Jiří Loukotka či Ivan Hodovský. Jeho hlavní badatelský zájem se soustřeďoval na dějiny české filozofie, viz jeho studie K ideovému profilu kulturních snah českého katolicismu třicátých let (1980).

## Znalecký posudek
Během svého angažmá v Ústavu pro výzkum společenského vědomí a Ústavu vědeckého ateismu ČSAV napsal profesní posudek pro potřeby Státní bezpečnosti na román Odchyt andělů od Ivy Kotrlé (edice Petlice 1983), který pojednává o událostech srpna 1968, díky němuž byli podmínečně odsouzeni disidenti Petr Kozánek a Zdeněk Kotrlý. Iva Kotrlá byla usnesením prokurátora pronásledovaná od září 1984 až do listopadu 1989.

## Výběrová bibliografie
- Česká filozofie v šedesátých letech : poznámky k tématu. [s.l.]: Academicus, 2009. ISBN 978-80-87192-08-5.
- O Masarykovi. [s.l.]: Academicus, 2009. ISBN 978-80-87192-07-8.
- Jan Patočka, české dějiny a Evropa : sborník referátů z vědecké konference konané ve dnech 1.-2. června 2007 ve Vysokém nad Jizerou. [s.l.]: Státní okresní archiv Semily pro Pekařovu společnost Českého ráje v Turnově, 2007. ISBN 978-80-86254-16-6.
- Základy teorie státu a práva : učební text pro střední školy. [s.l.]: S & M, 1993. ISBN 80-901387-2-1.
- Ideové aspekty vztahu soudobého katolicismu a kultury, 1988.
- Náboženství v lidových tradicích jižní Moravy, Jan Zouhar a kolektiv, 1984.
- Vědeckoateistická výchova: učební text pro 4. ročník pedagogických škol (spolu s Jiřím Loukotkou a Jiřím Svobodou), 1983.